# Eric Murray
Eric Gordon Murray (Hastings, 6 maggio 1982) è un canottiere neozelandese, vincitore della medaglia d'oro nel 2 senza a Londra 2012 e ai Rio De Janeiro 2016 insieme a Hamish Bond.

## Palmarès
- Giochi olimpici

Londra 2012: oro nel 2 senza.
Rio 2016: oro nel 2 senza.
- Campionati del mondo di canottaggio

Monaco di Baviera 2007: oro nel 4 senza.
Poznań 2009: oro nel 2 senza.
Lago Karapiro 2010: oro nel 2 senza.
Bled 2011: oro nel 2 senza.
Chungju 2013: oro nel 2 senza.
Amsterdam 2014: oro nel 2 senza e nel 2 con.
Aiguebelette-le-Lac 2015: oro nel 2 senza.